# Hydriastele cariosa
Hydriastele cariosa är en enhjärtbladig växtart som först beskrevs av John Leslie Dowe och M.D.Ferrero, och fick sitt nu gällande namn av William John Baker och Adrian H.B. Loo. Hydriastele cariosa ingår i släktet Hydriastele och familjen Arecaceae.
Artens utbredningsområde är Papua Nya Guinea. Inga underarter finns listade i Catalogue of Life.